# Принц Альберт (пирсинг)

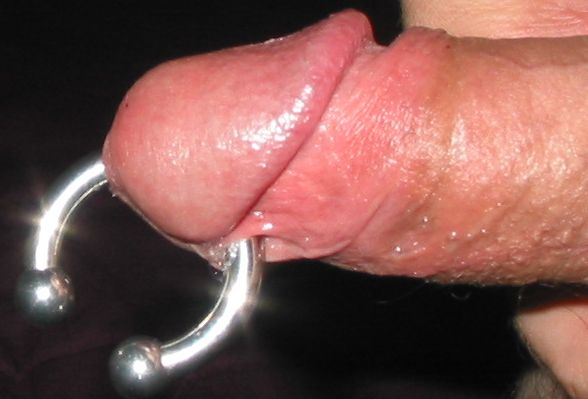
Принц Альберт

Пи́рсинг При́нц А́льберт — один из наиболее распространённых видов мужского генитального пирсинга.

## История и культура
История проколов гениталий была сильно искажена из-за распространения статьи Дуга Маллоя «Сводка о пирсинге тела и гениталий», содержавшей большой ряд распространённых городских легенд, в частности, миф о том, что Принц Альберт изобрёл одноимённый вид пирсинга, чтобы скрыть размеры своего большого члена под одеждой.
Однако сохранились свидетельства о распространении практики прокалывания гениталий в различных культурах до XX века. Камасутра времён государства Гуптов описывает практику введения в крайнюю плоть пениса спиц и других объектов для усилений сексуальных переживаний. Представители народа даяки с Борнео прокалывали головку пениса осколками костей с противоположной целью — для снижения сексуальной активности.

## Установка и заживление

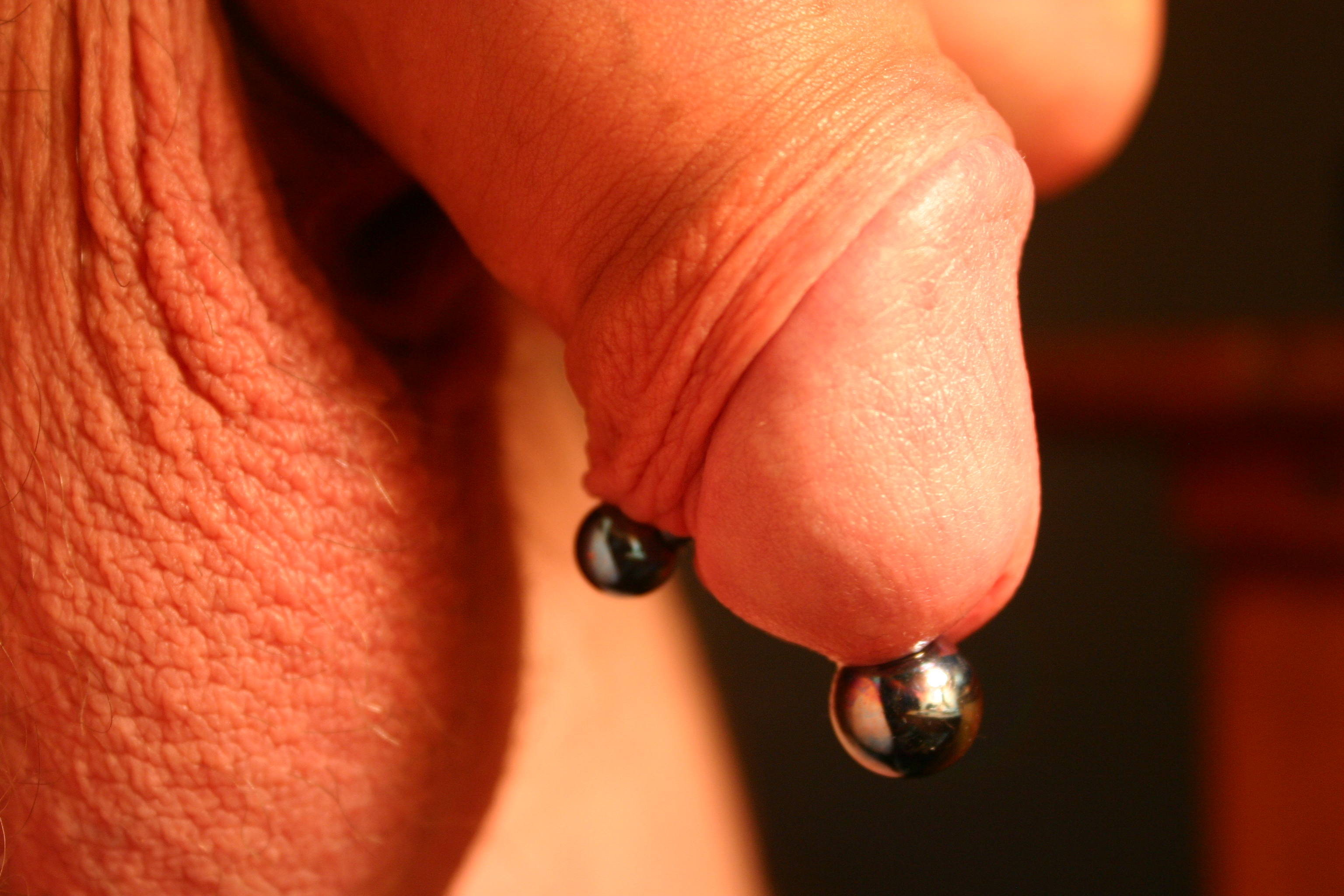
Прокол Принц Альберт с украшением-бананом

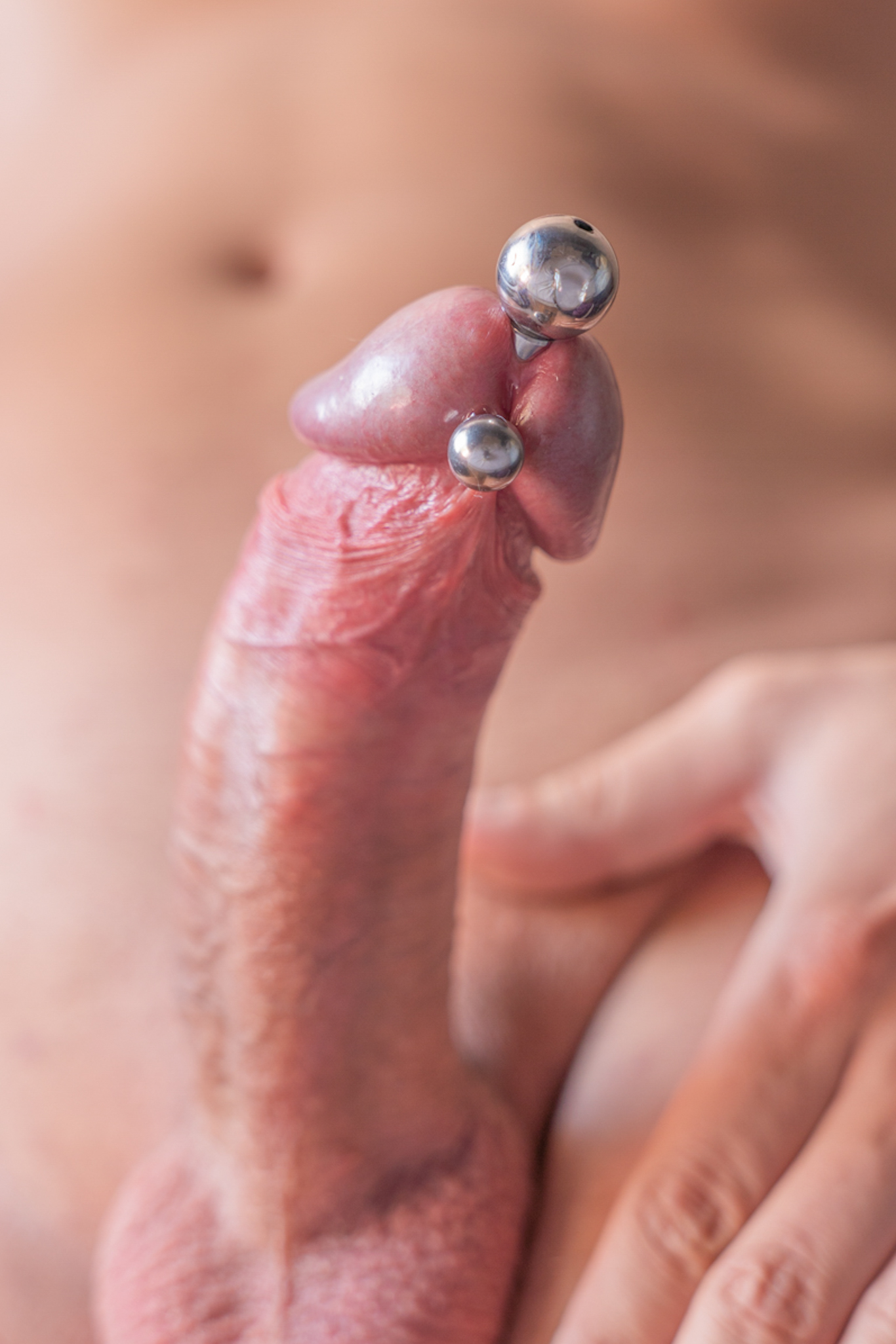
Прокол Принц Альберт с украшением жезл принца

Принц Альберт производится путём прокалывания пениса от уздечки к уретре. Также существует вариант обратного Принца Альберта, при котором прокол производится из уретры в сторону верхней части основания головки.
В случае, когда потенциальному носителю пирсинга сделано обрезание, прокол может быть произведён прямо по центру уздечки. В остальных случаях прокол необходимо смещать в одну из сторон так, чтобы кожа крайней плоти сохраняла свою подвижность.
Благодаря сосудистой структуре, а также относительной эластичности тканей в области прокола, Принц Альберт, как правило, заживает быстро. В некоторых случаях кровотечение продолжается в течение 2—3 дней с момента прокола, в этот период в моче могут присутствовать частицы крови.

## Украшение
В процессе ношения прокол Принц Альберт, чаще всего, растягивается относительно своего первоначального размера.
Ношение украшения слишком большого веса и размера может привести к истончению тканей в области прокола и непреднамеренной меатотомии. Дополнительно тяжёлое украшение может вызвать дискомфортные ощущения и нарушение половой функции. Слишком маленькое украшение, напротив, несёт риск врастания и миграции прокола.
В качестве стандартных украшений для этого вида пирсинга используются прямые штанги, изогнутые штанги, кольца с застёжкой-шариком и специальное украшение Жезл Принца.

### Жезл Принца

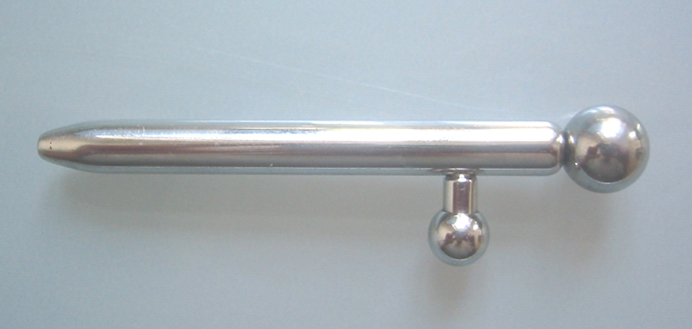
Жезл Принца

Украшение Жезл Принца состоит из полой трубки с вкручивающейся крышкой на конце. Трубка вводится в уретру, через прокол в области уздечки в трубу вставляется дополнительный стержень, который фиксирует украшение в уретре. Верхняя крышка, как правило, выполненная в форме шарика, может быть откручена для мочеиспускания без снятия украшения.

## Последствия
После прокалывания некоторые мужчины сталкиваются с проблемой подтекания во время мочеиспускания, что приводит к необходимости мочиться сидя. Подтекание происходит не через новое отверстие, а из-за направления струи по украшению, однако, при ношении украшения малого диаметра, как и при снятии украшения, некоторое количество мочи может выделяться через отверстие, проделанное в области уздечки. Эффект может быть снижен при помощи дополнительной фиксации украшения для пирсинга или пениса рукой во время мочеиспускания.
Как правило, прокол Принц Альберт не оказывает негативного влияния на половые функции. Напротив, носители сообщают об усилении и улучшении сексуальных ощущений у себя и партнёров. Некоторые женщины испытывают дискомфорт при соприкосновении украшения с шейкой матки. Подобный эффект может быть снижен при ношении в качестве украшения гладкого кольца. Зарегистрированы редкие случаи повреждения презерватива пирсингом Принц Альберт.